# ری (ایندیانا و میشیگان)
ری (به انگلیسی: Ray) یک منطقهٔ مسکونی در ایالات متحده آمریکا است که در میشیگان واقع شده‌است. ری ۳۲۸٫۸۸ متر بالاتر از سطح دریا واقع شده‌است.